# Dromaeosaurider
Dromaeosauridae ("Familj springande ödlor"), också kända som "Raptorer", familj med relativt småvuxna, eleganta dinosaurier. Dromaeosauriderna var theropoder, och tros dela ett gemensamt ursprung med fåglar. De flesta dromaeosaurider var med dinosauriemått ganska små, cirka 2 - 4 meter långa (det fanns dock större släkten). Fossil efter Dromaeosaurider har påträffats i Europa, Asien, Nordamerika och Sydamerika, och de dateras till Kritaperioden för omkring 125 - 65 milj. år sedan, även om det finns en del fragmentariska fossil som antyder att deras era kan sträcka sig ända tillbaka till Yngre Juraperioden. Dromaeosauriderna har blivit kända i populärkulturen tack vare filmen Jurassic Park, och har fått rykte om sig som smidiga, intelligenta flockrovdjur med uppfällbara, krökta klor på fötterna. 
Dromaeosauridae har också blivit kända inom paleontologin tack vare att de nu betraktas som några av fåglarnas närmaste släktingar. Denna hypotes stöds av att man har hittat flera släkten som verkar ha varit befjädrade. Vissa forskare har även föreslagit att Dromaeosauriderna faktiskt var primitiva fåglar som förlorat flygförmågan. 

## Beskrivning

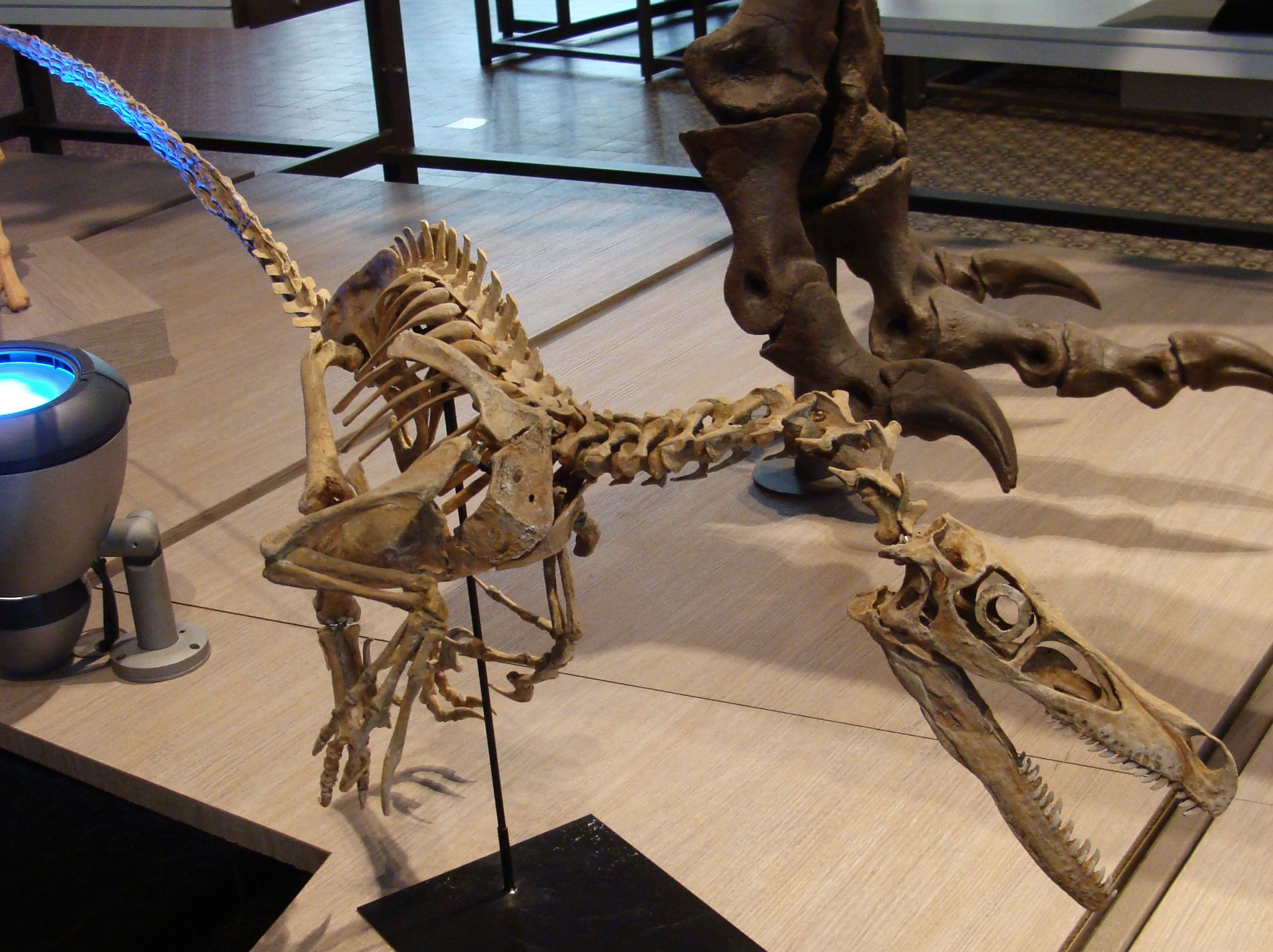
Velociraptor.

Dromaeosaurider var liksom andra theropoder utpräglade att gå uteslutande på bakbenen. De var gracilt byggda djur, med ihåligt och lätt skelett. Kroppen balanserades av långa, tunna svansar, och de kraftiga bakbenen gjorde att de förmodligen kunde springa ganska fort. Den andra tån på vardera foten var extra smidig, och bar en stor, krökt klo, som liknade en uppfällbar krok, som man tror användes som vapen. Frambenen var långa och välutvecklade, och slutade i händer som bar tre långa fingrar med krökta klor. Fingrarna var effektiva för att gripa med, och åtminstone ett släkte, bambiraptor, hade motställda tummar. Liksom andra Maniraptorer hade Dromaeosaurider halvmånsformade handledsben, ett av de karaktärsdrag de delar med fåglar. I motsats till de flesta andra Saurischier hade Dromaeosauriderna bakåtvinklade blygdben. Med dinosauriers mått mätt hade Dromaeosaurider relativt stora hjärnor, och de betraktas också som några av de mest intelligenta dinosaurierna. De hade även stora ögon, och synen tros ha varit välutvecklad, så även luktsinnet. Munnen var fylld av vassa tänder, som ofta var sågtandade. Det finns också belägg för att åtminstone ett släkte, Sinornithosaurus, hade ett giftigt bett, liknande dagen giftormar.

### Fotklornas funktion

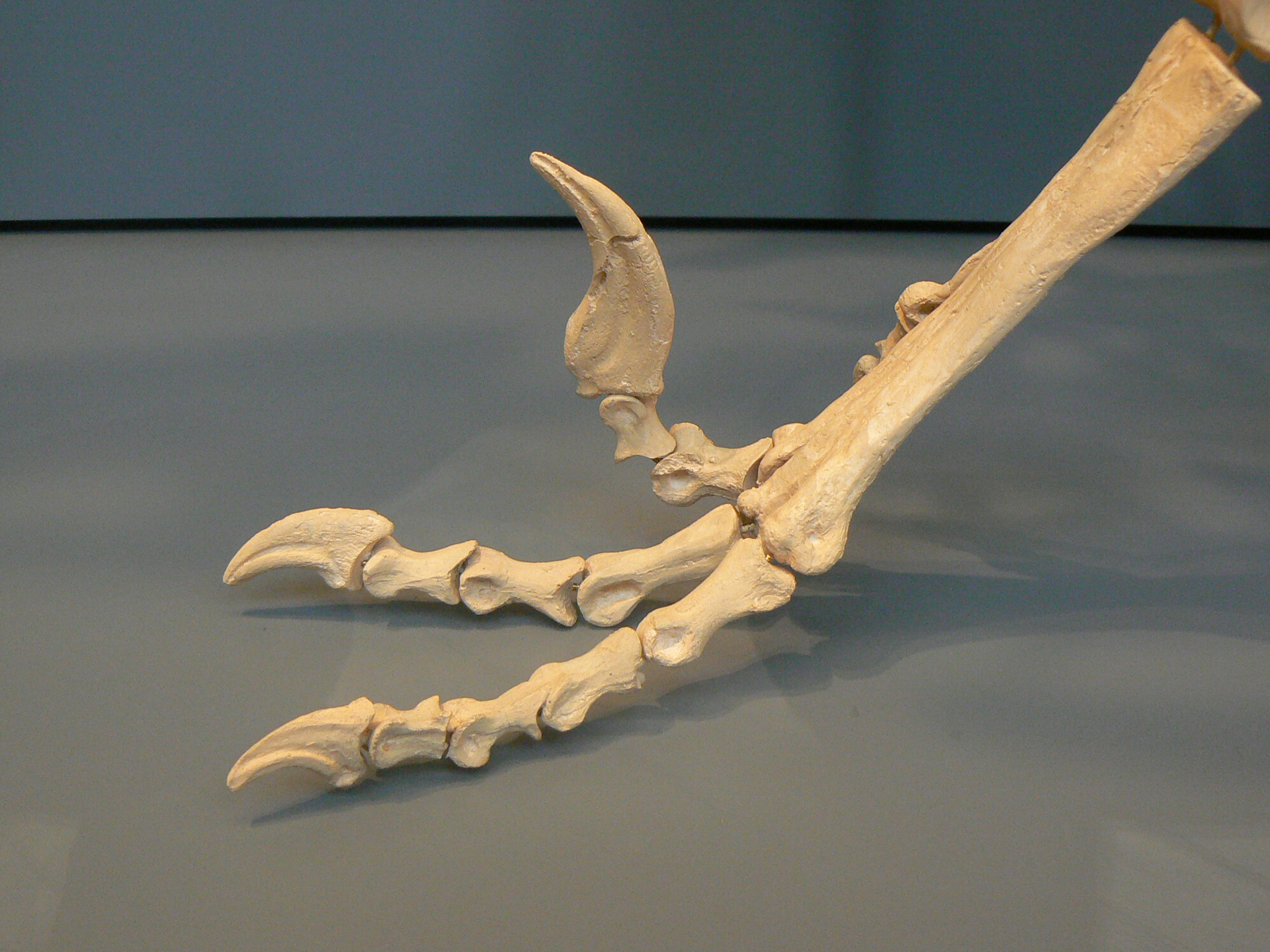
Fot av Dromaeosaurus, med tå II uppvikt.

Dromaeosaurider och deras nära släktingar Troodontidae karaktäriseras av att tå nr II på vardera foten är mycket smidig, och uppvisar en klo som ofta är större, och mer krökt än de andra. Fossila spårlöpor beskrivna som Dromaeopodus (se "Spårfossil" nedan) visar att denna klo inte rörde vid marken, utan hölls uppfälld. Klon tros ha kunnat böjas cirka 180 grader, och forskare har haft flera förslag till hur dessa skulle ha kunnat användas. En populär teori är att de användes för att riva upp sår i byten. 2005 var Manning delaktig i ett biomekanisk test med klorna hos Velociraptor, för att testa klornas kapacitet. Testerna visade att klorna endast kunde sticka hål i, men inte skära genom kött. Det har också föreslagit att vissa släkten av Dromaeosaurider kan ha använt sina specialiserade klor till att gripa om trädstammar vid klättring.

### Fjädrar

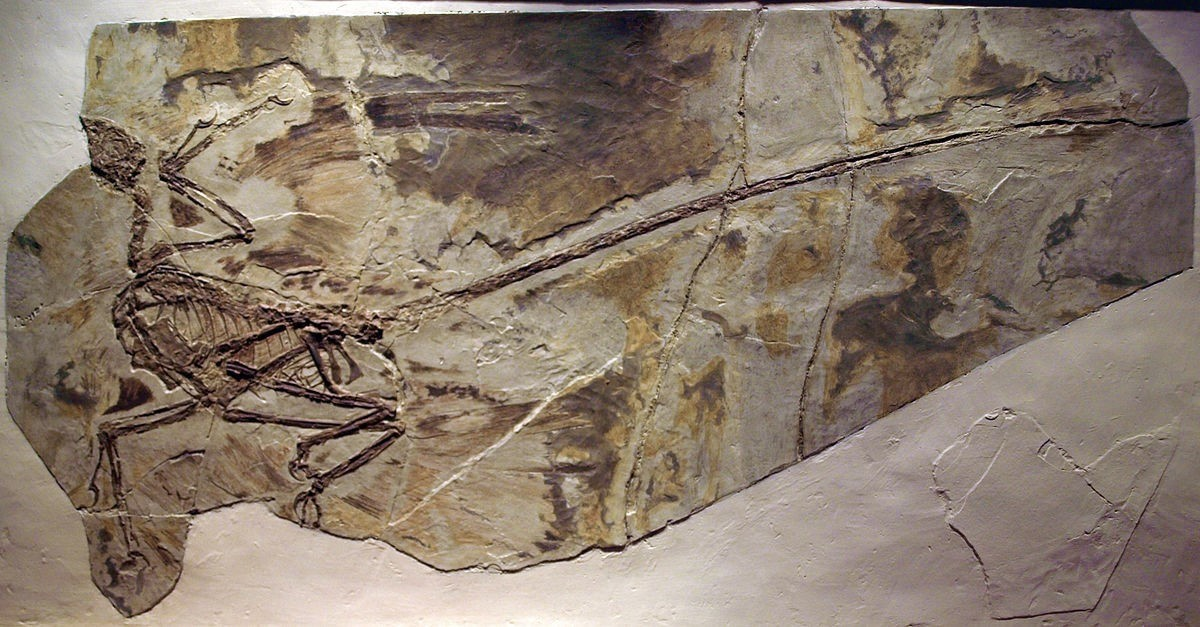
Microraptor, en av de Dromaeosaurider som genom fossil har visat sig vara befjädrad.

Sedan upptäckten av Dromaeosauriden Deinonychus har flera forskare förespråkat teorin att fåglar härstammar från små köttätande dinosaurier. Några av de starkaste bevisen för detta är bland annat det rika utbud av fossil efter dinosaurier som verkar ha haft fjädrar. Fossil antyder att åtminstone några Dromaeosaurider varit befjädrade: Sinornithosaurus, Microraptor, Cryptovolans, Rahonavis och Velociraptor. Sinornithosaurus, Microraptor och Cryptovolans är kända från fossil med fjädrarna bevarade i stenen. Man har inte hittat fjädrar från Rahonavis och Velociraptor, men upptäckten av små "knoppar" på deras armbågsben (ulna), visar att de hade fjädrar förankrade där.

## Etologi
En del forskare har ansett det möjligt att åtminstone några Dromaeosaurider var sociala flockdjur, på samma sätt som vargar idag, och vissa fossil har använts för att styrka denna hypotes. Man har påträffat ett skelett efter en växtätande Tenontosaurus, tillsammans med 5 skelett efter Deinonychus, 4 vuxna och 1 ungdjur. Flera tänder efter Deinonychus hittades också på platsen. Möjligheten skulle vara att Deinonychus färdades i grupp, och antingen hittade Tenontosaurus död, och åt av den, eller att de dödade den. Maxwell och Ostrom såg detta som ett möjligt bevis för att Deinonychus levde i grupp, och kanske också jagade ihop. Denna upptäckt visar dock endast att djuren bevarades på samma plats, det betyder inte att de levde i grupp. Ett fynd av fossiliserade spårlöpor från Kina, som består av spår efter 6 individer, har också tolkats som bevis för flockliv.

## Fossil

### Fyndhistoria
De första beskrivna lämningarna efter Dromaeosauridae påträffades av Barnum Brown 1914, då han var ute vid Red Deer River i Alberta, Kanada med en expedition från American Museum of Natural History.Fossilen tillfördes ett nytt släkte, Dromaeosaurus albertensis ("Springande ödla från Alberta"). 1969 noterade John Ostrom stora likheter mellan Dromaeosaurus och en av de dinosaurier han själv nyligen beskrivit, nämligen Deinonychus. Därför klassificerade han dem som en och samma familj, som fick namnet Dromaeosauridae ("Familj springande ödlor"). Med upptäckten av Deinonychus på 1960-talet vändes den gamla bilden av dinosaurierna som slöa, kallblodiga kräldjur vars liv var lika osocialt som vanliga ödlors är idag, helt upp och ner. Upptäckten av Deinonychus betraktas som en av de mest betydelsefulla upptäckterna om dinosaurier som gjorts under mitten av 1900-talet. Det ändrade synen på dinosaurier, och tros också ha bidragit till det ökade intresset för dinosaurier som är än idag. 
1991 påträffade man i Utah, USA, lämningar efter mycket stor Dromaeosaurid, som fick namnet Utahraptor. 1999 beskrevs en annan, något mindre Dromaeosaurid, Achillobator.  1999 kom de första bevisen för att Dromaeosaurider varit befjädrade, då forskarna Wang, Xu och Hu beskrev släktet Sinornithosaurus. 2000 beskrevs några fragmentariska fynd som hittats i Frankrike efter en skogsbrand, Pyroraptor olympius ("Eldrövare"), som visade att familjen också levde i Europa.

### Geografisk och geologisk utbredning

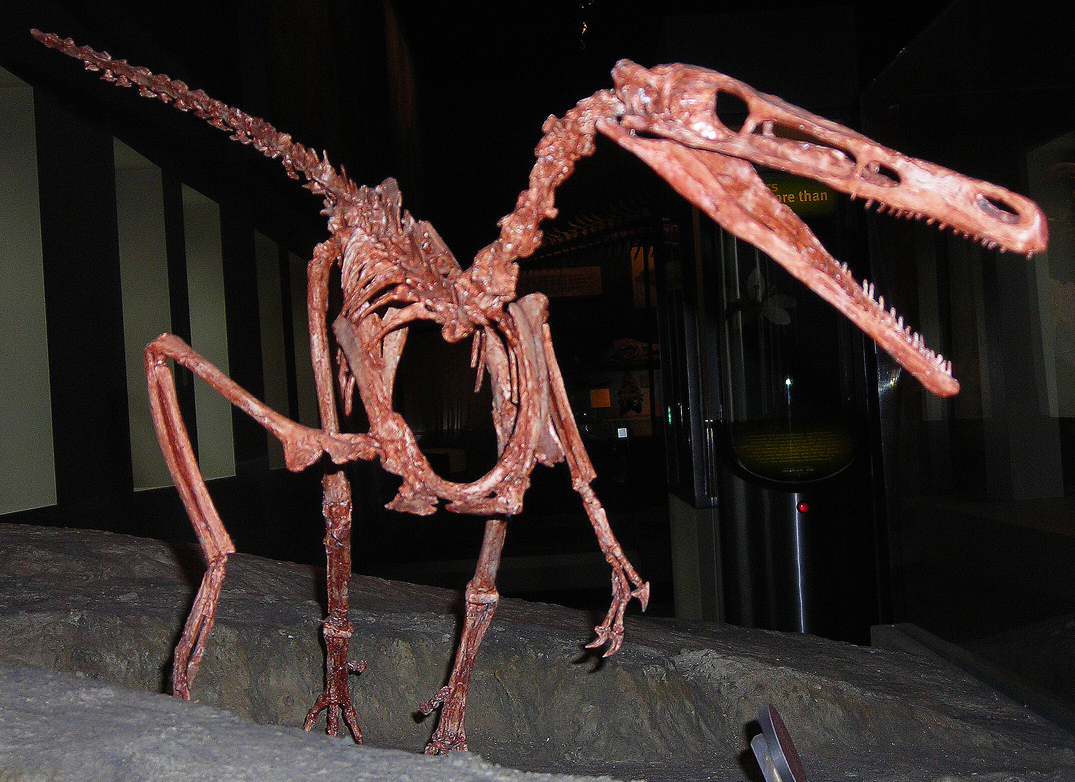
Buitreraptor, en Dromaeosaurid från Sydamerika.

Fossil efter Dromaeosaurider har hittats världen över. Lämningarna efter dem är vanligast på de nordliga kontinenterna Asien och Nordamerika. Andra platser där man påträffat Dromaeosaurider är Sydamerika, Madagaskar, Afrika och Europa. Fossil efter Dromaeosauridae är vanligast i lager genom större delen av Kritaperioden, men några forskare tror att det också fanns under Jura. Det finns sparsamma fynd av fossila tänder som daterats till Juraperioden, som man, med viss tvekan, har tillfört Dromaeosaurider (Benton 1993, och Xu & Zhao 1998). Det har också, på andra grunder, föreslagits att Dromaeosauridernas era skulle sträcka sig tillbaka till slutet av Äldre Juraperioden.

### Spårfossil
Fossila fotavtryck (Ichnofossil) och andra fossila spår (fossiliserad spillning eller grävspår) efter landlevande ryggradsdjur är inte så vanliga. 2005 hittade man dock några fossiliserade spårlöpor, som beskrevs som gjorda av Dromaeosaurider. 2007 beskrevs de i journalen Naturwissenschaften som Dromaeopodus shandongensis. Fyndet består av 6 stycken spårlöpor, och alla går i samma riktning. Alla fotspåren är dessutom separerade, och inget spår trampar i ett annat. Detta tolkas som bevis för att djuren som lämnade spåren gick sida vid sida. Att det dessutom är flera spårlöpor har tolkats som ett starkt bevis för att Dromaeosaurider verkligen levde i flock. Spåren dateras vara cirka 120 milj. år gamla. Varje spår mäter cirka 28 cm. i längd, och 12 cm. i bredd. Djuren som gjorde spåren beräknas ha varit ungefär 1,4 meter höga över bäckenet, och ha vägt omkring 90 kilo, vilket skulle göra dem ännu större än Utahraptor. 

## Taxonomi
Dromaeosauriderna var dinosaurier som ingick i underordningen theropoda, den grupp med ödlehöftade dinosaurier som karaktäriseras av utpräglad bipedalism, och som till största delen tros ha utgjorts av köttätare. De tillhörde Tetanurae, en grupp som definieras som "alla Theropoder närmare besläktade med fåglar än med Ceratosaurus (Padian et.al, 1999), och ingick därunder i kladen coelurosauria. Dromaeosauridae ingick i coelurosauriegruppen Maniraptora, som också inkluderar bland annat Therizinosauroidea, Oviraptorosauria, Scansoriopterygidae. Dromaeosauriderna var nära släkt med Troodontidae, och de båda familjerna bildar tillsammans en egen klad, Deinonychosauria (Russell & Colbert, 1969).

### Släktskap med fåglar

Jämförelse mellan handen på Deinonychus (vänster) och Archaeopteryx (höger).

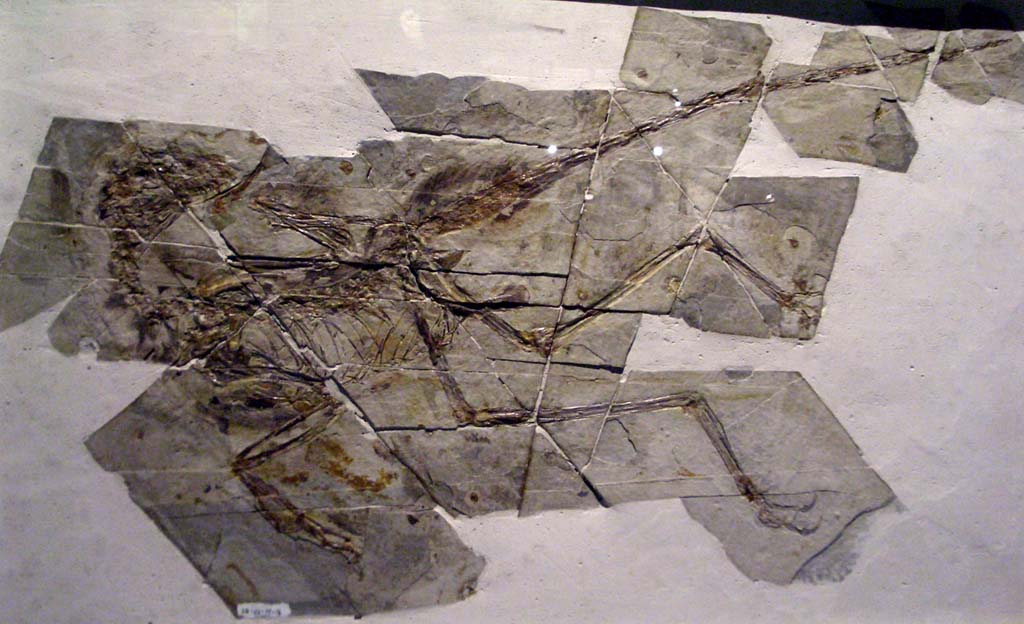
Fossil Sinornithosaurus.

När forskare studerade skelettet av Dromaeosauriden Deinonychus, noterade man snart att dinosauriens skelett hade mycket stora likheter med fåglars, särskilt med Archaeopteryx, den äldsta kända fågeln (Ostrom, 1973). I och med detta återväcktes teorin att fåglar utvecklats ur små köttätande dinosaurier, en tanke som föreslagits av Thomas H. Huxley redan år 1868. I nuläget är nästan alla paleontologer övertygade om att fåglarna verkligen härstammar direkt från små köttätande dinosaurier och således är ättlingar till coelurosaurierna. Under 1990-talet upptäckte man nya släkten dromaeosaurider med fjädrar. Många forskare tror nu att samtliga Dromaeosaurider var befjädrade och även många andra coelurosaurier. Det har även spekulerats om att en del av dem, bland annat Rahonavis, kanske till och med kunde flyga. Likheter i skelettet har ofta framförts för att stödja teorin att Dromaeosauridae och fåglar skulle vara nära besläktade. Xu Xing (1999) skrev en rapport om att han funnit att den basala Dromaeosauriden Sinornithosaurus är mer lik Archaeopteryx i skelettetmorfologi än vad andra Dromaeosaurider är. Detta har använts som ett argument mot påståendet att de mest fågelliknande dinosaurierna levde långt efter Archaeopteryx (se även Farfarsparadoxen (paleontologi)).
Den ledande bilden bland dagens paleontologer är att kladen Deinonychosauria (som Dromaeosauriderna tillhör) och familj Scansoriopterygidae är de närmaste utdöda släktingarna till dagens fåglar, och att de skiljdes åt från en gemensam förfader någon gång under Juraperioden. Denna bild delas dock inte av alla forskare. Martin (2004) föreslog att alla Maniraptorer, inklusive Dromaeosauridae, inte är dinosaurier, utan primitiva fåglar som förlorat flygförmågan. Martin anser det mer troligt att dessa härstammade från en okänd grupp med Archosaurier, kanske besläktade med dinosaurierna. Ruben (2010) föreslog också att Dromaeosaurider inte var dinosaurier, utan primitiva fåglar, som inte härstammade från en dinosaurieförfader.

### Släkten
Följande klassificering av underfamiljer och släkten inom Dromaeosauridae är gjord efter Sereno (2005), Turner (2007) m.fl.
Familj Dromaeosauridae
- Dromaeosauroides?
- Koreanosaurus?
- Luanchuanraptor
- Mahakala
- Palaeopteryx?
- Phaedrolosaurus?
- Pyroraptor
- Unquillosaurus?
- Variraptor

Underfamilj Dromaeosaurinae
- Achillobator
- Dakotaraptor
- Dromaeosaurus
- Utahraptor

Underfamilj Microraptorinae
- Cryptovolans
- Graciliraptor
- Hesperonychus
- Microraptor
- Shanag
- Sinornithosaurus

Underfamilj Saurornitholestinae
- Atrociraptor
- Bambiraptor
- Saurornitholestes

Underfamilj Unenlagiinae
- Austroraptor
- Buitreraptor
- Neuquenraptor
- Rahonavis
- Unenlagia

Underfamilj Velociraptorinae
- Adasaurus
- Balaur
- Deinonychus (Även kallad Daptosaurus)
- Linheraptor
- Nuthetes
- Tsaagan
- Velociraptor (Även kallad Ovoraptor)